# Africa (album)
Africa je glasbeni album akapela zasedbe Perpetuum Jazzile, izdan leta 2009.
Album je produciral in aranžiral Tomaž Kozlevčar. Vse pesmi so priredbe. Največji hit na njem je »Africa«, skladba skupine Toto.

## Seznam pesmi
1. »Africa« (D. Paich/J. Porcaro/T. Kozlevčar) – 6:18
2. »Kadar sem sama«
3. »Earth Wind & Fire Medley«
4. »Poletna noč« (M. Sepe/E. Budau/T. Kozlevčar) – 4:20
5. »Aquarela do Brasil« (A. Barroso/A. Barroso/T. Kozlevčar) – 5:34
6. »Prebujena«
7. »Libertango« (Astor Piazzolla) – 3:09
8. »Só danço samba«
9. »Prisluhni školjki« (J. Golob/M. Jesih/T. Kozlevčar) – 4:15
10. »Bee Gees Medley« - 8:42
11. »No More Blues / Chega de saudade« (A.  C. Jobim/V. de Moraes/T. Kozlevčar) - 3:22
12. »Will You Be There // Ecce quomodo moritur iustus«